# 美亚高新
美亚高新材料股份有限公司（新三板：832263，简称：美亚高新），是一家在中国新三板挂牌上市公司，主要从事锚固剂、锚杆等矿用支护材料以及减水剂的研发、生产和销售。
公司总部位于安徽省淮南市；现任董事长为吴长庚，曾获“2017创业安徽经济风云人物”称号。
公司成立于1999年，前身为“安徽淮河化工股份有限公司”，2015年4月8日在新三板挂牌上市，主办券商为国元证券，证券简称“淮河化工”。2016年3月11日，公司名称由“安徽淮河化工股份有限公司”变更为“美亚高新材料股份有限公司”，证券简称由“淮河化工”变更为“美亚高新”。
2021年，公司实现营业收入2.41亿元，同比增长3.25%；实现净利润1308.77万元，同比增长15.04%。